# Apple Studio Display (1998–2004)
Apple Studio Display — серія неширокоформатних рідкокристалічних та ЕПТ-дисплеїв, які вироблялися та продавалися компанією Apple Computer, Inc. і вперше були представлені в 1998 році. Після появи в 1999 році широкоформатного дисплея Apple Cinema Display, лінійка дисплеїв Apple Studio Display продовжувала продаватися, доки її не було знято з виробництва в 2004 році. За винятком останньої моделі, 17-дюймового Apple Studio Display зі співвідношенням сторін 5:4, усі Apple Studio Displays мали співвідношення сторін 4:3.
Apple Studio Display мав роз'єми DB-15, VGA, DVI та ADC. Apple Studio Display також мав роз'єми USB, композитне відео, S-Video, ADB, аудіороз'єми RCA та роз'єми для навушників.

## Моделі

### Плоскопанельні моделі (1998–2003)
Перший дисплей Apple з рідкокристалічною технологією був відомий як Apple Studio Display (15-inch flat panel). Він був представлений на виставці Seybold Seminars Expo 1998 року разом із Power Macintosh G3/300 DT і мав початкову роздрібну ціну 1999 доларів США. У звіті про конференцію Seybold журналу MacWorld говорилося, що ціноутворення «кілька місяців тому вважалося б агресивним, але, враховуючи нещодавнє різке падіння цін на РК-монітори, дисплей Apple повинен бути в комплекті».
Apple Studio Display має роз'єм DA-15 для підключення дисплея до комп'ютера, 2 роз'єми ADB, роз'єм S-Video і композитне відео, а також аудіороз'єм RCA і роз'єм для навушників. Незважаючи на те, що він був призначений для використання в парі з Power Macintosh G3, його синій і напівпрозорий пластиковий дизайн випереджав G3, який все ще був бежевим. Це перший напівпрозорий продукт Apple після eMate, який випередив iMac G3 на кілька місяців. Для роботи Apple Studio Display потрібна операційна система System 7.5 або новішої версії. Дисплей має яскравість 180 кд/м2.

#### Стиль Power Macintosh G3 Blue and White
Apple Studio Display отримав своє перше значне оновлення на виставці MacWorld у січні 1999 року з «крижано-білим» (англ. ice white) і «чорничним» (англ. blueberry) корпусом як і у нового Power Macintosh G3 Blue and White, яскравішою панеллю (200 кд/м2) і нижчою роздрібною ціною в 1099 доларів США.
У серпні 1999 року його замінили на модель із роз'ємами DVI та USB у білому та графітовому кольорах.

#### Стиль Power Macintosh G4
У липні 2000 року була представлена модель (M2454) з роз'ємом ADC і прозорою пластиковою триніжною підставкою на базі 22-дюймового (55 см) Apple Cinema Display, який входив в комплект культового Power Mac G4 Cube. Його було знято з виробництва в січні 2003 року. Усі 15-дюймові (35 см) Apple Studio Display мали вихідну роздільну здатність 1024x768 пікселів. У травні 2001 року Apple випустила 17-дюймовий Studio Display (модель M7649) із вихідною роздільною здатністю 1280x1024 пікселів за рекомендованою роздрібною ціною 999 доларів США. 28 січня 2003 року ціна була знижена до 699 доларів США, а продажі 15-дюймового Apple Studio Display було припинено, залишивши 17-дюймовий Studio Display останньою доступною моделлю в лінійці Apple Studio Display. У червні 2004 року Apple відмовилася від 17-дюймових Studio Display і Apple Studio Display на користь своєї широкоформатної Apple Cinema Display.
Apple повторно використала назву «Studio Display» майже через 18 років для іншої моделі дисплея, випущеної в березні 2022 року.

### ЕПТ-моделі (1999–2001)
ЕПТ-дисплеї Apple Studio Display розміром 17 дюймів (43 см) і 21 дюйм (53 см) були представлені в січні 1999 року з роз'ємами VGA DE-15 у «чорничному» і білому кольорах у стилі Power Macintosh G3 Blue & White. У серпні 1999 року колір було змінено на «графітовий» і білий, щоб відповідати дизайну Power Macintosh G4. У липні 2000 року випуск 21-дюймової моделі було припинено, а 17-дюймову модель оновили прозорим корпусом із роз'ємом ADC. «Чорничний» 17-дюймовий ЕПТ-дисплей був відомий несправністю зворотного ходу, через що у 2003 році Apple оголосила про відкликання дисплеїв. Apple припинила продаж ЕПТ-дисплеїв у травні 2001 року.